# Dodge Monaco 500
Der Dodge Monaco 500 ist ein exklusives sportliches Coupé, das der US-amerikanische Chrysler-Konzern in den Modelljahren 1966 bis 1968 auf nordamerikanischen Märkten unter der Marke Dodge verkaufte. Er ist Nachfolger des 1965 vorgestellten, noch ohne Zahlenzusatz geführten ersten Dodge Monaco. Das im Full-Size-Segment angesiedelte Auto ist ein früher Vertreter der Personal Luxury Cars und war seinerzeit das teuerste Modell im Dodge-Programm. Technisch und stilistisch ist es eng mit den übrigen Full-Size-Modellen von Dodge verwandt. Die offensichtliche äußerliche Nähe zu den preiswerteren Volumenmodellen stand dem Erfolg des Monaco 500 entgegen.

## Entstehungsgeschichte
Bis zum Modelljahr 1965 bestand die Full-Size-Reihe bei Dodge aus den Modellen Polara und 880 Custom. 
1965 führte Dodge als Spitzenmodell den Monaco (ohne Zahlenzusatz) ein, der auf der Technik des Polara bzw. 880 Custom basierte, im Gegensatz zu ihnen allerdings nur als zweitüriges Hardtop-Coupé mit gehobener Ausstattung und den größeren Motoren des Konzerns lieferbar war. Der Monaco war als Konkurrent der Personal luxury cars der mittleren Preisklasse gedacht, wobei Chrysler insbesondere auf den erfolgreichen Pontiac Grand Prix zielte, der jährlich in hohen fünfstelligen Stückzahlen produziert wurde und der Marke Pontiac einen Imageschub brachte.
Das Modell Monaco war in dieser Form nur ein Jahr im Programm. 1966 strukturierte Dodge seine Full-Size-Palette um. Der Polara blieb das Einsteigermodell im Full-Size-Bereich; die besser ausgestattete und teurere 880 Custom wurde dagegen im Wege eines Badge-Shifting-Prozesses (Änderung der Bezeichnungen) in Monaco umbenannt. Dodge versprach sich von dem Bezeichnungswechsel einen Imagetransfer vom exklusiven Sportcoupé auf die unspektakulären Volumenmodelle. 
Das exklusive Coupé, das 1965 als Monaco verkauft worden war, blieb auch nach diesem Verschieben von Modellbezeichnungen weiter im Programm. Um eine Abgrenzung zu den herkömmlichen deutlich günstigeren Monacos zu erreichen, erhielt es ab 1966 die Bezeichnung Monaco 500. Es wurde bis 1968 formell als eigenständiges Modell geführt. Der Monaco 500 war in diesen Jahren weiterhin das Spitzenmodell im Dodge-Programm.

## Modellbezeichnung
Die Bezeichnung Monaco nimmt Bezug auf den Großen Preis von Monaco (englisch: Monaco Grand Prix), eine der weltweit bekanntesten Formel-1-Veranstaltungen. Mit dieser Bezeichnung stellte Dodge indirekt eine Verbindung zum Pontiac Grand Prix her.

## Modellbeschreibung
Technisch basiert der Dodge Monaco auf der 1965 eingeführten C-Plattform, die – abgesehen von den Imperial-Modellen – die Grundlage aller Full-Size-Cars des Chrysler-Konzerns war.

### Karosserie

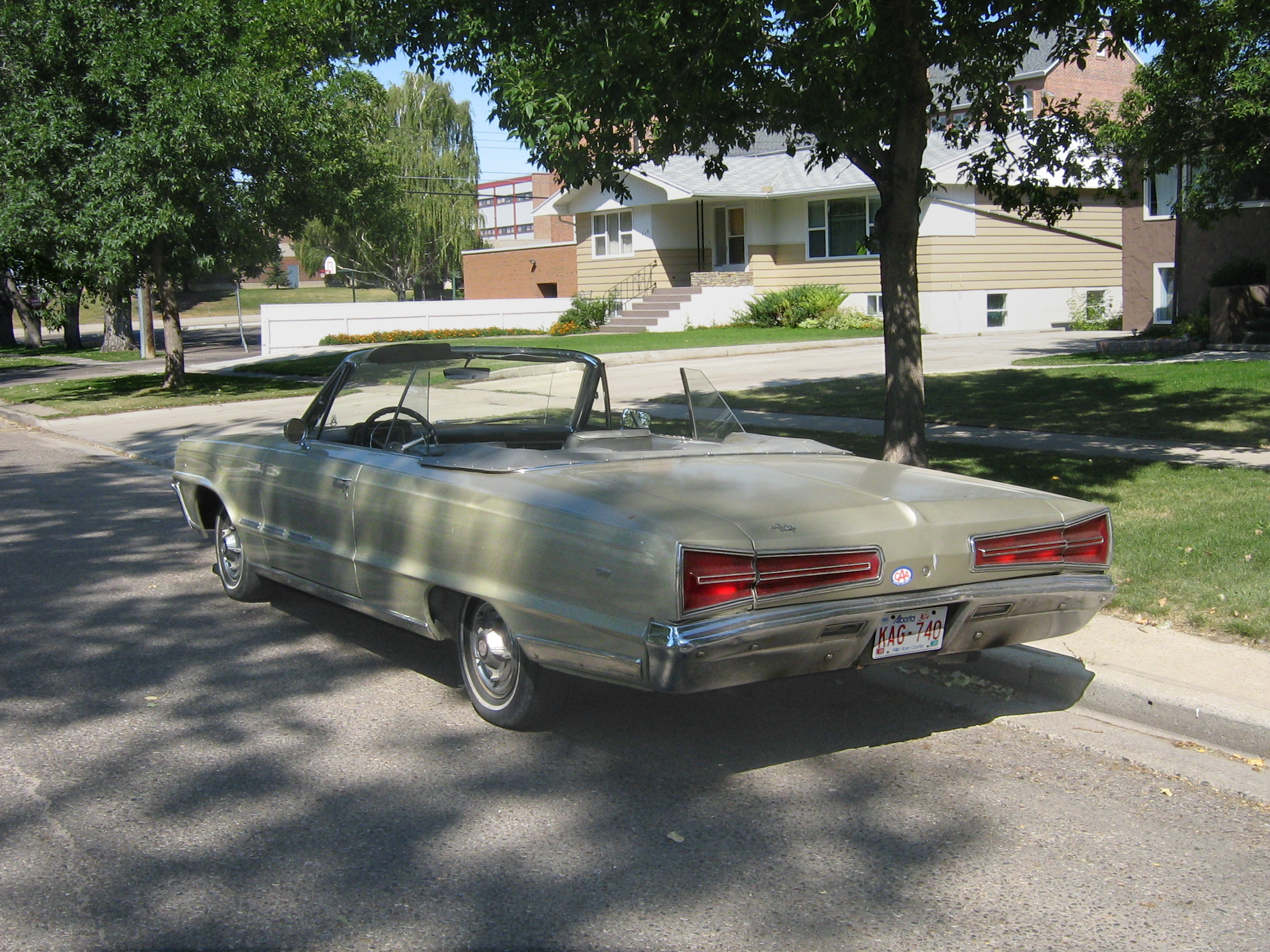
Kanadisches Dodge Monaco 500 Cabriolet (1966)

Die Karosserie des Monaco 500 ist wie die aller Full-Size-Modelle des Konzerns selbsttragend („Unibody“). Sie besteht aus gepressten Stahlblechen. 
Der Dodge Monaco 500 war in den USA nur als zweitüriges viersitziges Stufenheckcoupé erhältlich, in Kanada gab es außerdem ein zweitüriges Cabriolet.
Im Gegensatz zum Pontiac Grand Prix, an den der Monaco anknüpfte, erhielt das Dodge-Modell keine eigenständige Karosserie. Stilistisch gleicht der Aufbau des Monaco 500 in jedem Modelljahr dem des Monaco Coupé; lediglich einzelne Dekorelemente unterscheiden ihn äußerlich von den einfachen Monacos.

### Fahrwerk
Die selbsttragende Karosserie des Monaco 500 hat vorn einen Hilfsrahmen. Die Vorderräder sind einzeln aufgehängt und haben Drehstabfedern, hinten hat das Auto eine Starrachse mit Blattfedern.

### Motorisierung und Kraftübertragung
Der Dodge Monaco war mit zwei Achtzylinder-V-Motoren in unterschiedlichen Leistungsstufen erhältlich, die jeweils zu den stärksten Antriebseinheiten im Chrysler-Programm gehörten:
- Serienmäßig war das Auto in allen Modelljahren mit einem 6276 cm³ (383 cui) großen Motor aus der B-Reihe ausgestattet, dessen Leistung 1966 und 1967 jeweils mit 330 SAE-PS (242 kW) und im Modelljahr 1968 schließlich mit 335 SAE-PS (246 kW) angegeben wurde.
- Gegen Aufpreis war ein 7206 cm³ (440 cui) großer Achtzylindermotor aus der RB-Reihe erhältlich, der in den ersten beiden Modelljahren 355 SAE-PS (261 kW) und 1968 380 SAE-PS (280 kW) leistete.

Der serienmäßige Monaco 500 hatte ein handgeschaltetes Vierganggetriebe; gegen Aufpreis war eine Dreigangautomatik erhältlich.

### Ausstattung
Die Monaco 500 wurden serienmäßig mit vorderen Einzelsitzen, einer Mittelkonsole und Mittelschaltung ausgeliefert. 

## Die einzelnen Modelljahre

### 1966
Im Modelljahr 1966 war der Monaco 500 vor allem an drei stilisierten Entlüftungsöffnungen im vorderen Kotflügel und in den Türen erkennbar; außerdem befindet sich an den vorderen Kotflügeln eine runde Plakette mit der Zahl „500“.
In diesem Jahr lag der Listenpreis für den Monaco 500 bei 3.604 US-$, fast 500 US-$ mehr, als das einfache Monaco-Hardtop-Coupé kostete. Damit war der Monaco 500 das teuerste Modell im Dodge-Programm und lag etwa 100 US-$ über dem Pontiac Grand Prix.
1966 entstanden je nach Quelle 10.840 oder 7332 Monaco 500.

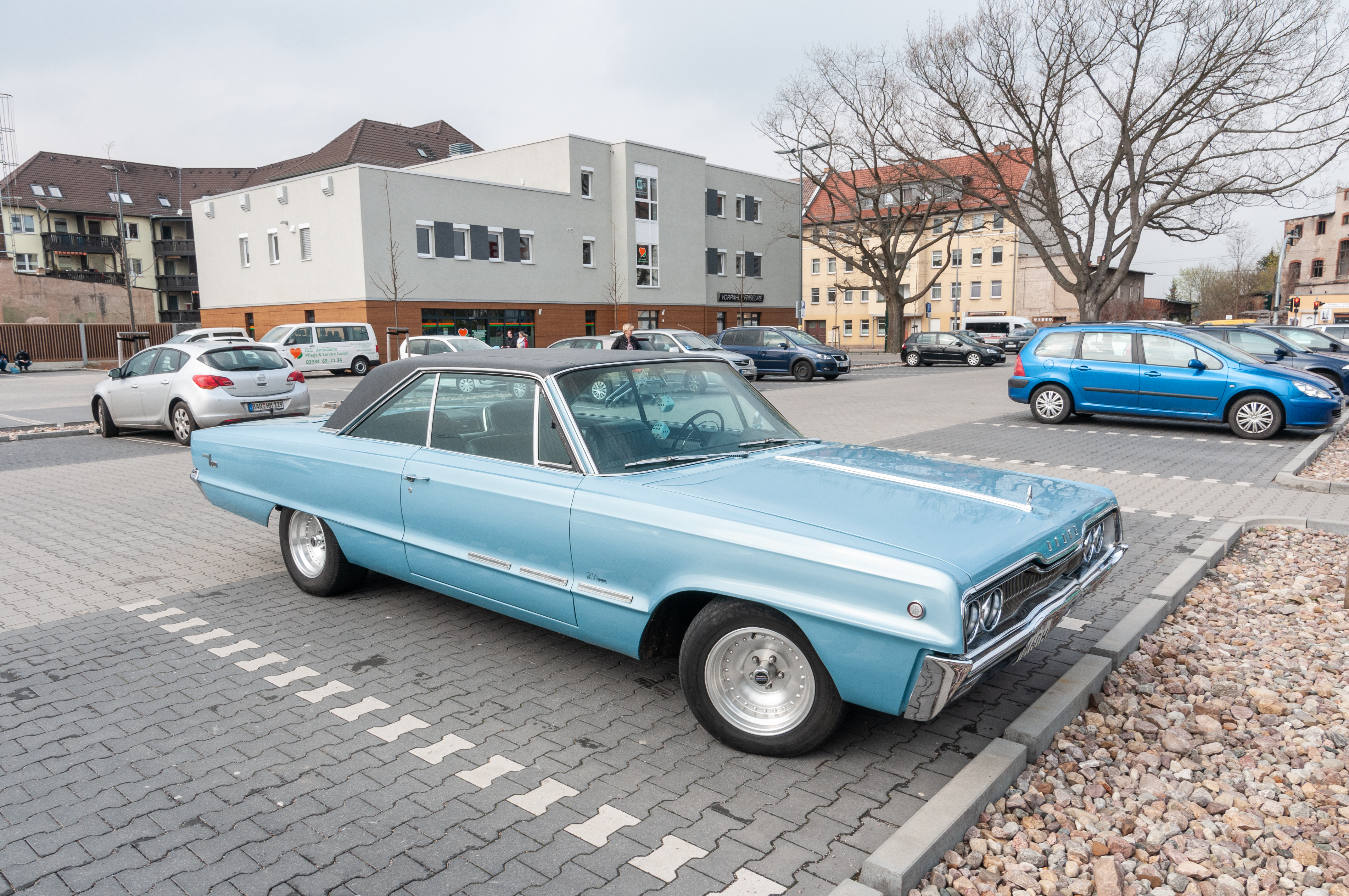
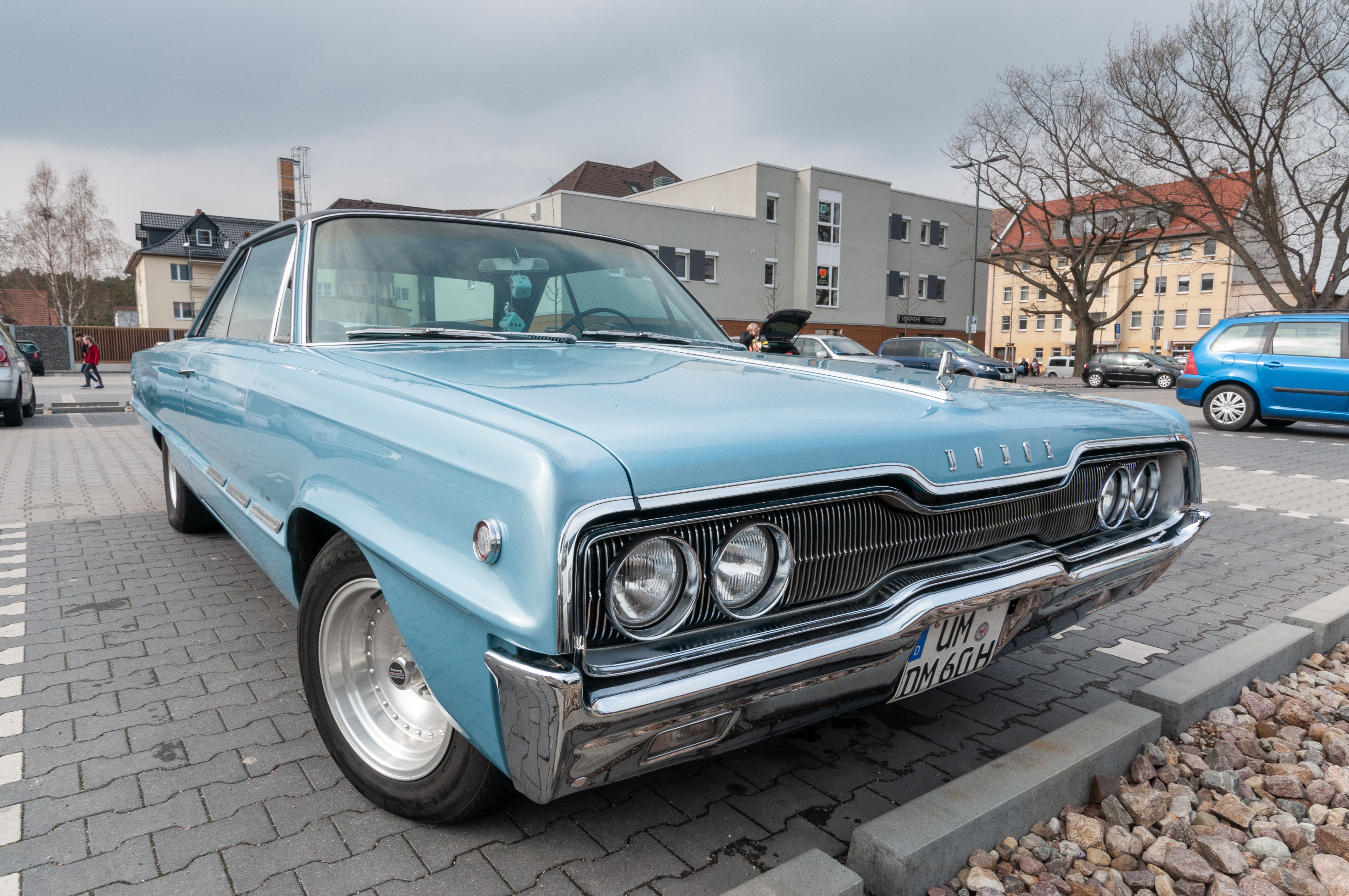
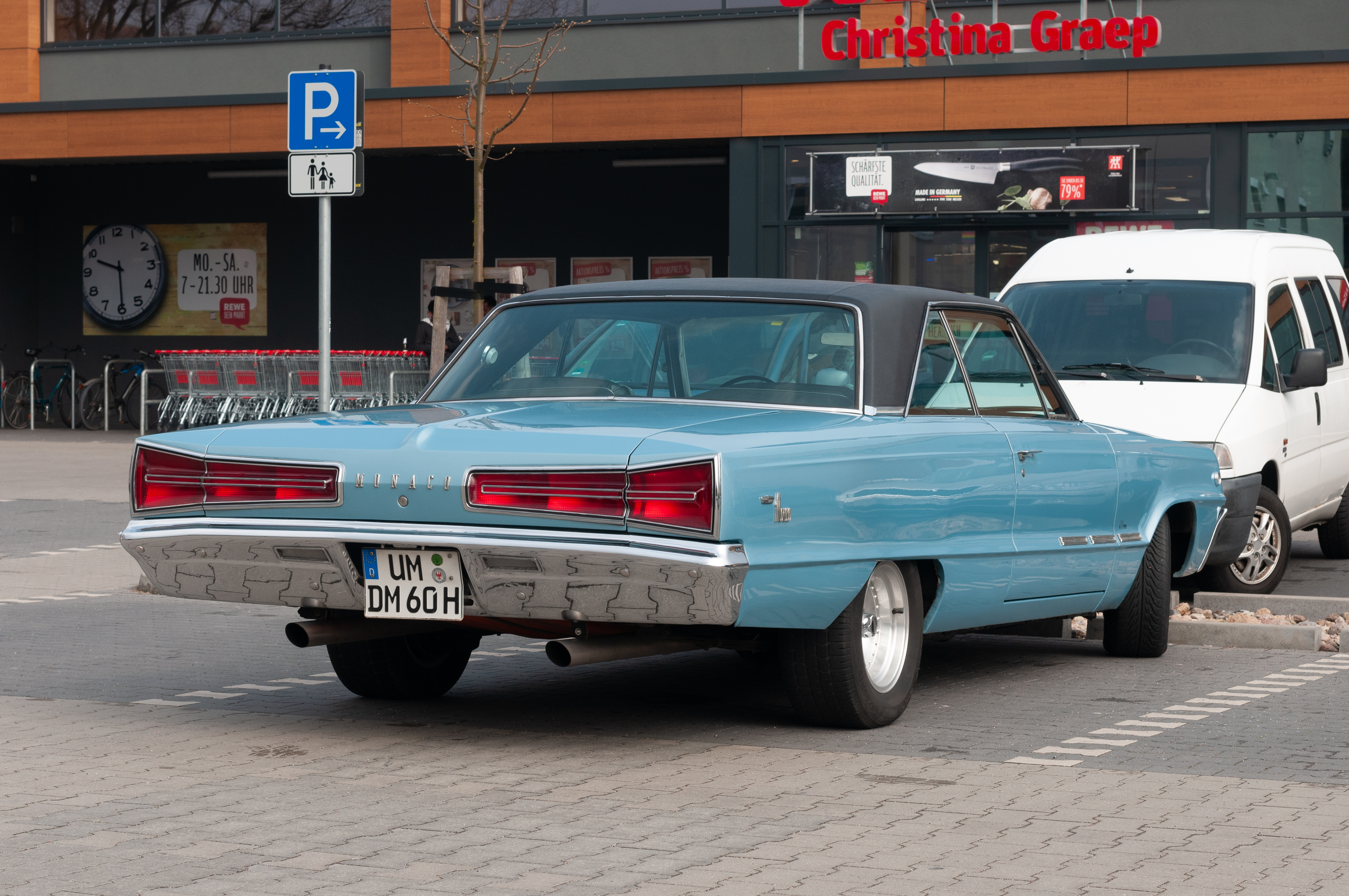
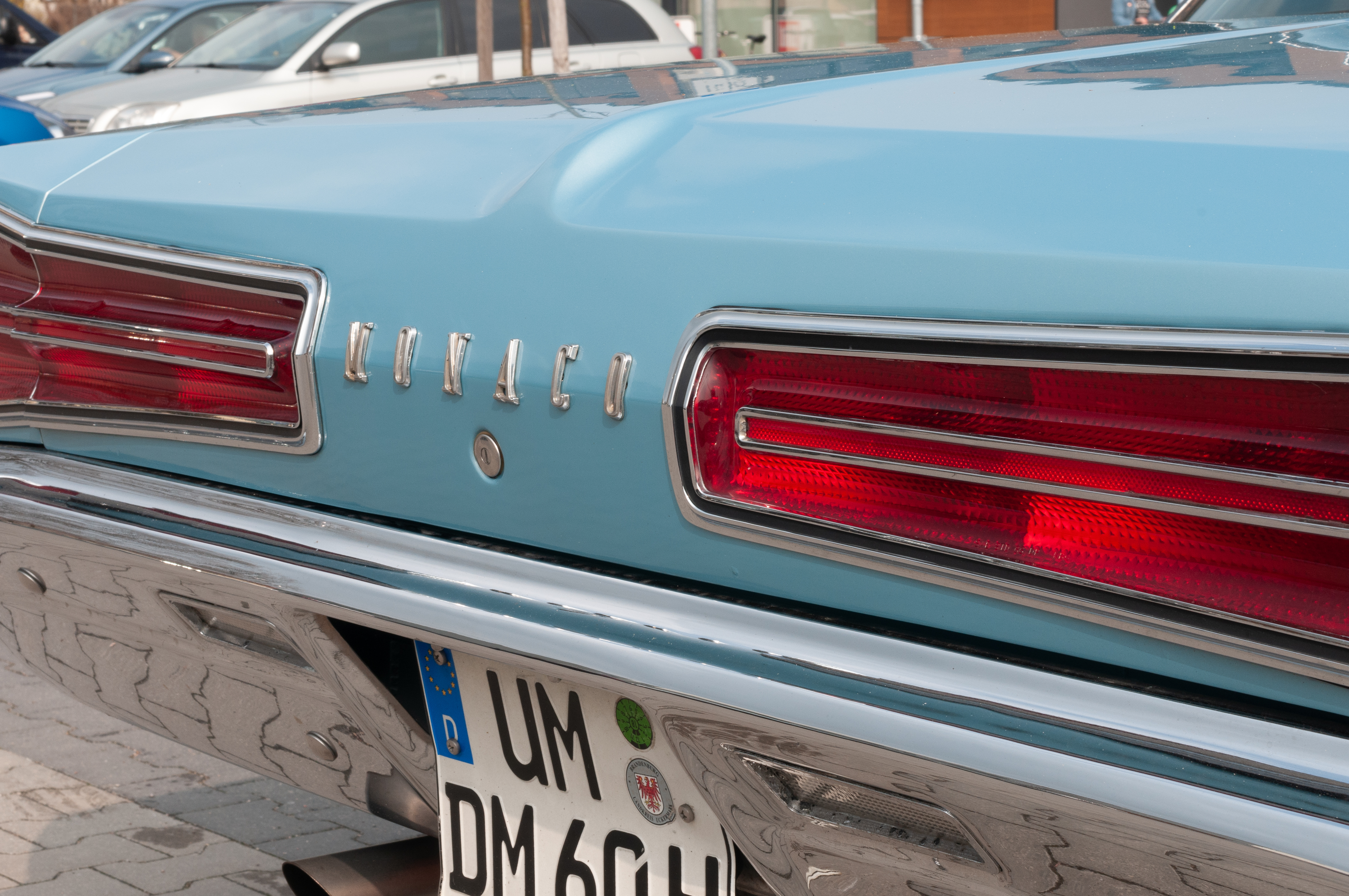

### 1967

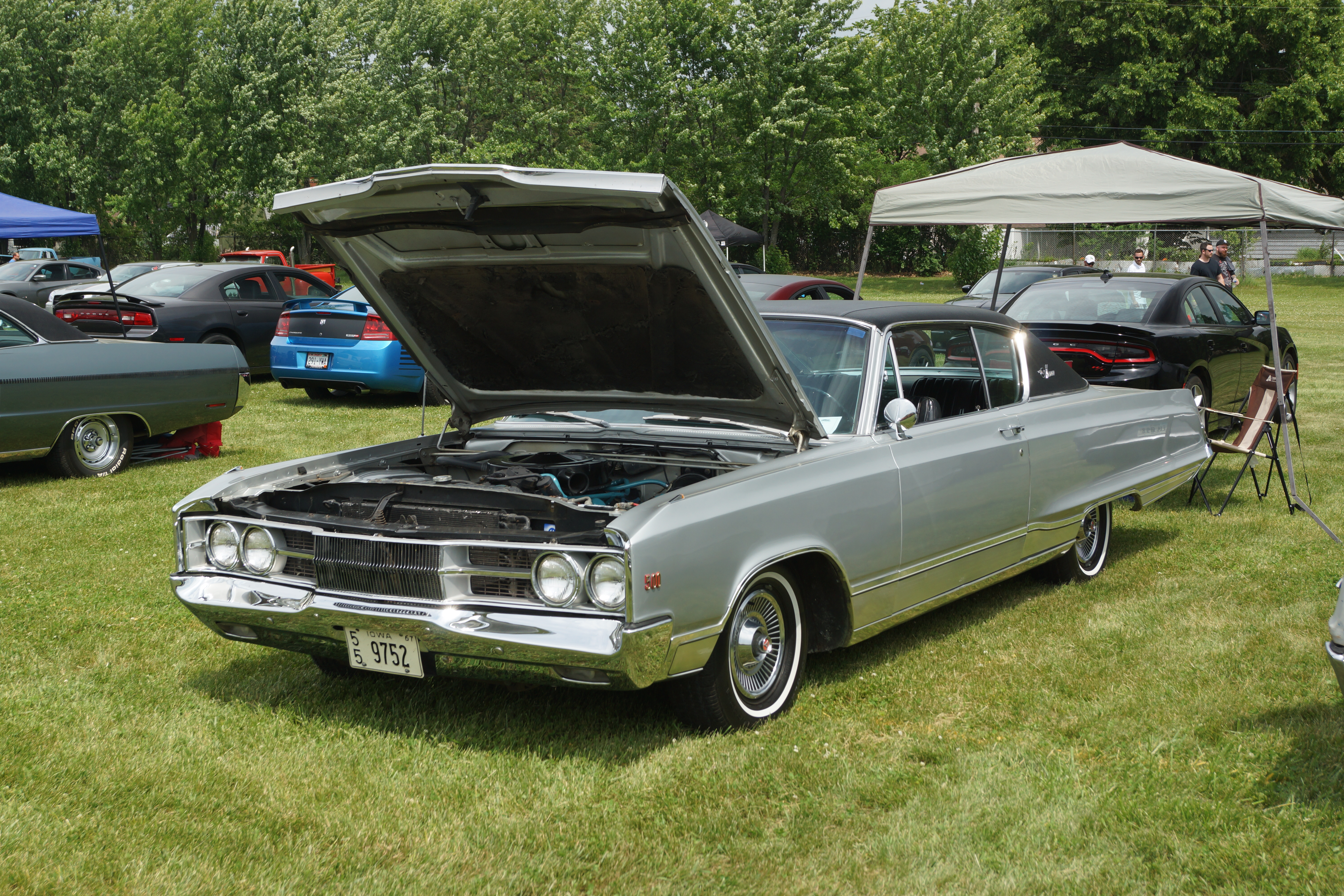
Dodge Monaco 500 (1967)

Zum Modelljahr 1967 erhielten die Polaras und die einfachen Monacos einen geringfügig verlängerten Radstand sowie eine neu gestaltete Karosserie, die auch der Monaco 500 übernahm. Die Flanken der Fahrzeuge wurden konturierter. Die C-Säule ist stark geneigt und wurde teilweise als „Semi-Fastback“ beschrieben. Im Profil ist die C-Säule dreiecksförmig verkleidet. Die Rückleuchten liegen über dem Stoßfänger und sind deutlich größer als in den vorhergehenden Jahrgängen. Sie sind zur Mitte hin leicht eingezogen. Die Verkleidung der Kühlluftöffnung ist stark zerklüftet. Zur äußeren Differenzierung vom einfachen Monaco erhielt der Monaco 500 im unteren Teil der Flanken eine breite Zierblende aus Edelstahl, ein Designmerkmal, das Dodge vom Pontiac Bonneville übernahm.
Der Preis für den Monaco 500 stieg gegenüber dem Vorjahr um etwa 100 US-$. Der Produktionsumfang halbierte sich auf 5237 Fahrzeuge.

### 1968

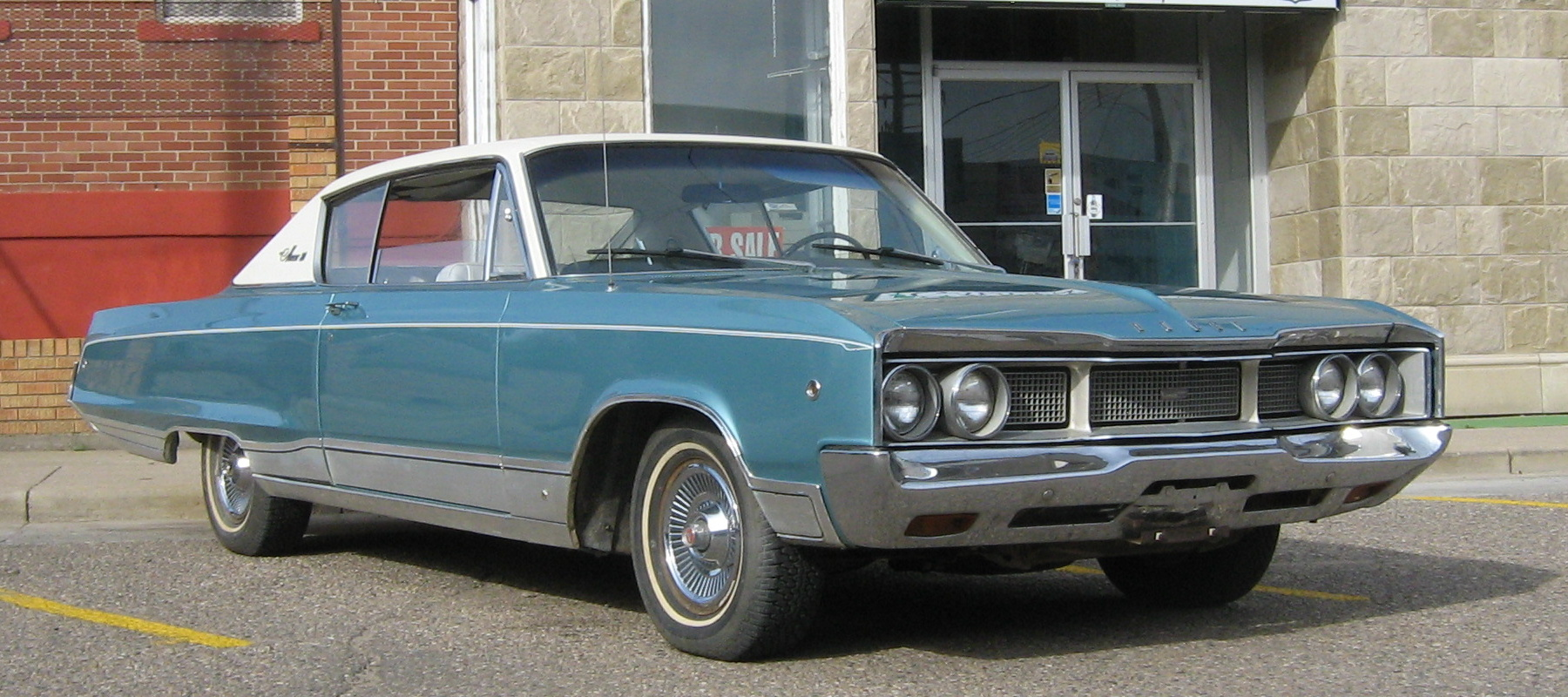
Dodge Monaco 500 (1968)

Zum Modelljahr 1968 gab es lediglich geringfügige stilistische Änderungen. Die Verkleidung der Kühlluftöffnung wurde neu gestaltet. Sie besteht nun aus drei gleich großen Rechtecken. In die äußeren beiden Rechtecke sind jeweils runde Doppelscheinwerfer eingelassen. Die Rückleuchten reichen nun über die gesamte Wagenbreite.
Der Listenpreis für den Dodge Monaco 500 stieg auf 3865 US-$. Bis zur Einstellung der Produktionseinstellung entstanden 4.568 Fahrzeuge.

## Markterfolg
Der Monaco 500 blieb weit hinter den Erwartungen zurück. In drei Jahren entstanden insgesamt nur etwa 20.000 Fahrzeuge. In der gleichen Zeit baute Pontiac mehr als 100.000 Grand Prix. Der mangelnde Erfolg des Monaco 500 wird vor allem darauf zurückgeführt, dass er sich – im Gegensatz zum Pontiac – äußerlich fast gar nicht von den deutlich günstigeren Volumenmodellen Polara und Monaco unterschied.